# Conops rubripes
Conops rubripes är en tvåvingeart som beskrevs av Krober 1930. Conops rubripes ingår i släktet Conops och familjen stekelflugor. Inga underarter finns listade i Catalogue of Life.